# Planina Sainte-Victoire (Cézanne)
Planina Sainte-Victoire (fr. Montagne Sainte-Victoire) je serija slika koje je naslikao francuski postimpresionistički slikar Paul Cézanne. Na njih skoro 80 slikar je prikazao istu planinu, Montagne Sainte-Victoire (fr. „Planina svete pobjede”), nadomak njegovog doma u Aix-en-Provenceu u južnoj Francuskoj. Cézanne je razvio posebnu povezanost s ovim krajolikom kojega je mogao vidjeti od svoje kuće, zbog čega ga je toliko puta naslikao.
Na ovim slikama, poput vještog analitičara Cézanne je iskoristio geometriju kako bi opisao prirodu, kao i modulaciju boja kako bi predstavio dubinu prostora. Slike predstavljaju njegovu sposobnost projiciranja reda i jasnoće prirodnog krajolika, bez gubitka optičkog realizma kao kod impresionista. I svjetlost i boje na slici stvaraju dojam uzorka koji nije nametnut prirodi već je prirodan.
Na nekima često prikazuje željeznički most preko doline rijeke Arc, na pruzi Aix-Marseille. Tako je samo pola godine po otvaranju ove pruge 1877., u svom pismu Émilu Zoli 14. travnja 1878. godine Cézanne hvalio ljepotu planine Sainte-Victoire viđene iz vlaka prilikom prelaska željezničkog mosta. Iste godine započinje bjesomučno slikati seriju slika s planinom u središtu.
- Planina Sainte-Victoire s Bellevuea, 1885., 73 × 92 cm, Barnes Fundacija, Philadelphia, Pennsylvania
- Planina Sainte-Victoire s vijaduktom doline rijeke Arc 1885.-'87., 65,4 × 81,6 cm, Metropolitan Museum of Art, New York
- Planina Sainte-Victoire, 1887.–'88., 81 x 100,5 cm, Ermitaž, Sankt-Peterburg
- Dvorac Noir i planina Sainte-Victoire, 1890.–'95., akvarel, Albertina, Beč
- Planina Sainte-Victoire, pogled na šumu Crnog dvorca, 1904., 65 × 80,3 cm, privatna kolekcija, Katar

God. 2013. slika Planina Sainte-Victoire, pogled na šumu Crnog dvorca iz 1904. godine, s posjeda Edsel i Eleanor Ford, prodana je za 100 milijuna $ kraljevskoj obitelji države Katar dospjevši na popis najskupljih slika.